# Єдинці
Є́динці (рум. Edineţ) — місто на півночі Молдови, центр Єдинецького району.

## Етимологія
Щодо походження назви міста існує наступна легенда.
Колись на місці сучасних Єдинець було побудовано міст через річку. Біля мосту турок на ім'я Єдин відкрив невеличкий питний заклад. З часом це місце отримало назву «ла Єдин» (біля Єдина). Навколо нього почали поселятися люди. Поселення збільшилось і стало важливим пунктом на торговельних шляхах, що проходили через північ Бессарабії.

## Географія
Розташоване на відстані 200 км від Кишинева та за 10 км від залізничної станції Братушани.

## Історія
Вперше Єдинці згадуються в грамоті Олександра Доброго, за якою земля між річками Чугур, Раковець та Прут була виділена вирнику Івану Купчичу для заснування сіл.
За даними на 1859 рік у власницькому містечку Хотинського повіту Бессарабської губернії, мешкало 2303 особи (1221 чоловічої статі та 1082 — жіночої), налічувалось 324 дворових господарства, існували православна церква, 2 єврейських молитовних будинки, відбувались щонедільні базари.
1870 року в Єдинцях було побудовано кам'яну церкву святого Василя, відкрито перший свічковий завод. Раз на тиждень тут проводились великі ярмарки, де продавалось по 300—500 голів великої рогатої худоби, 100—150 овець. 1876 року відкрилися перші дві школи: одна для хлопчиків та одна для дівчат. 1885 року почав роботу перший стаціонарний медичний пункт, де працювали один лікар та одна медсестра. 
Станом на 1886 рік у власницькому містечку, центрі Єдинецької волості, мешкало 914 осіб, налічувалось 189 дворових господарств, існували православна церква, 4 молитовних будинки, лікарні, 3 школи, 95 лавок, 6 постоялих дворів, винний склад, відбувались базари по вівторках. За 22 версти — винокуренний завод. За 23 верст — 3 кордони. За 24 верст — 2 кордони. За 25 верст — кордон. За 26 верст — кордон. За 27 верст — 2 кордони.
У 1930-ті роки працювали пошта, телеграф и телефонна станція.
11 листопада 1940-го року, після приєднання Бессарабії до Радянського Союзу та утворення Молдавської РСР, Єдинці стають районним центром. У часи МССР в Єдинцях функціонували заводи (консервний, виноробний, маслоробний, деревообробних верстатів), птахофабрика, промкомбінат, велася розробка черепашнику. 
1975 року заснований історико-краєзнавчий музей.
У 1991 році після виходу Молдавської РСР із Радянського Союзу, знаходиться в незалежній Молдові.

## Населення
1970 року населення становило 12,6 тис. жителів, в 1989-му — 19,6 тис.

### Національність
У місті проживають молдовани, росіяни та українці. Згідно даних перепису населення 2004 року кількість українців - 2682 особи (17%).
Розподіл населення за національністю за даними перепису 2014 року:
| Мова           | Відсоток |
| -------------- | -------- |
| румуни         | 65,03%   |
| росіяни        | 15,97%   |
| українці       | 13,6%    |
| цигани         | 3,96%    |
| болгари        | 0,17%    |
| гагаузи        | 0,12%    |
| інші           | 0,56%    |
| не визначилися | 0,59%    |

## Економіка
На сьогодні в Єдинцях діють близько 2200-ти економічних агентів, серед яких завод «Апромаш», АТБ-12. В промисловості зайнято лише 840 людей, близько 2 тисяч зайнято у сфері послуг, більше однієї тисячі — в сільськогосподарському виробництві.

## Освіта
В Єдинцях знаходяться дві школи, чотири ліцеї та коледж.

## Відомі мешканці
- Іцик Вайншенкер (нар. 1914) — уругвайський журналіст єврейського походження, історик-краєзнавець, виріс в Єдинцях.
- Святослав Вишинський (нар. 1986) — український філософ і телеведучий, виріс у Єдинцях.
- Менаше Галперн (1871—1960) — єврейський письменник, уродженець України, жив у Єдинцях.
- Голде Гутман-Крімер (1906-?) — єврейська письменниця, народилася в Єдинцях.
- Ізраїль Змора (1899—1983) — літературознавець, видавець, народився в Єдинцях.
- Ієгуда Штейнберг (1863—1908) — письменник, вчителював у Єдинцях.

## Пам'ятники
У 2022 році відкрит бюст Василе Строєску. Автор молдавский скульптор В'ячеслав Жиглицький

## Міста-партнери
Має партнерські зв'язки з українськими містами:
- Кам'янець-Подільський
- Липовець[5]